# دينتي ديلا فيشيا
دينتي ديلا فيشيا (بالإنجليزية: Denti della Vecchia)‏ هو أحد جبال سلسلة جبال الألب لوغانو وجزء من القمة الأم يقع في لومبارديا, إيطاليا. يبلغ ارتفاع الجبل حوالي 1491 متر، بينما يبلغ ارتفاع نتوء الجبل 92 متر.